# Paul Put
Paul Put (ur. 26 maja 1956 w Merksem) – belgijski piłkarz, a następnie trener piłkarski.

## Kariera piłkarska
W swojej karierze piłkarskiej Put grał w takich klubach jak: KSV Oudenaarde, VC Rotselaar, KSV Bornem, Royale Union Saint-Gilloise, KFC Herentals, KFCO Wilrijk i Tubantia Borgerhout.

## Kariera trenerska
Po zakończeniu kariery piłkarskiej Put został trenerem. Prowadził takie kluby jak: Tubantia Borgerhout, Sint-Niklase SK, FC Tielen, KFC Verbroedering Geel, KRC Harelbeke, KSC Lokeren, Lierse SK, Excelsior Mouscron i USM Algier. W latach 2008–2011 był selekcjonerem reprezentacji Gambii. Z kolei w 2012 roku został mianowany selekcjonerem reprezentacji Burkiny Faso. W 2012 roku awansował z nią na Puchar Narodów Afryki 2013. Na turnieju prowadzona przez niego drużyna zdobyła srebrny medal.